# Muhammad Hassan
 (septembre 2012).
Mark Copani (né le 7 novembre 1981 à Syracuse, New York) est un catcheur (lutteur professionnel) américain connu pour son travail à la World Wrestling Entertainment sous le nom de Muhammad Hassan.
Il eut une rivalité avec Undertaker où il incarne un personnage favorable au terrorisme islamiste mais les attentats de Londres, survinrent à la même période. Les scénaristes ont alors décidé de faire partir le personnage à Great American Bash 2005.

## Jeunesse
Copani étudie à l'histoire à l'université d'État de New York à Buffalo afin de devenir professeur dans les lycées.

## Carrière de catcheur

### Ohio Valley Wrestling (2002-2004)
En 2002, il décide d'arrêter ses études afin de devenir catcheur et rejoint l'Ohio Valley Wrestling dans le Kentucky où il s'entraîne auprès de Danny Davis et Nick Dinsmore,. Pour son premier match diffusé le 30 mars, il fait équipe avec Johnny Jeter et perdent par disqualification face à Redd Dogg et Shelton Benjamin. 

### World Wrestling Entertainment (2004-2005)
Il a débuté à Raw, avec son associé et partenaire Daivari, s'en prenant notamment à Jim Ross et Jerry Lawler.
Il a perdu un match pour le WWE Championship contre John Cena.
Puis il fut drafté à Smackdown, ou il participa à un match à six pour le titre de Smackdown, face à John Bradshaw Layfield, Chris Benoit, Christian, Booker T et l'Undertaker. Durant le combat, il frappa le Dead man qui le poursuivit alors jusqu'aux coulisses. 
Estimant avoir été écarté du match sans en avoir été éliminé, il demanda un match pour le titre, mais au lieu de cela, Theodore Long lui donna un match contre l'Undertaker au Great American Bash pour la place de number one contender, dont les projets initiaux étaient de le faire gagner, pour pouvoir ensuite affronter Batista à SummerSlam.

### Circuit indépendant (2018)
Hassan est revenu sur le ring le samedi 28 avril 2018, lors du show Dynasty King Of Thrones à Amsterdam, dans l'État de New York. Ainsi, il a battu Papadon par tombé après lui avoir infligé un Flatliner.

## Palmarès
- WWE 2005 Best Heel
- Ohio Valley Wrestling
  - OVW Heavyweight Championship 1 fois